# Hvalsø Kirke

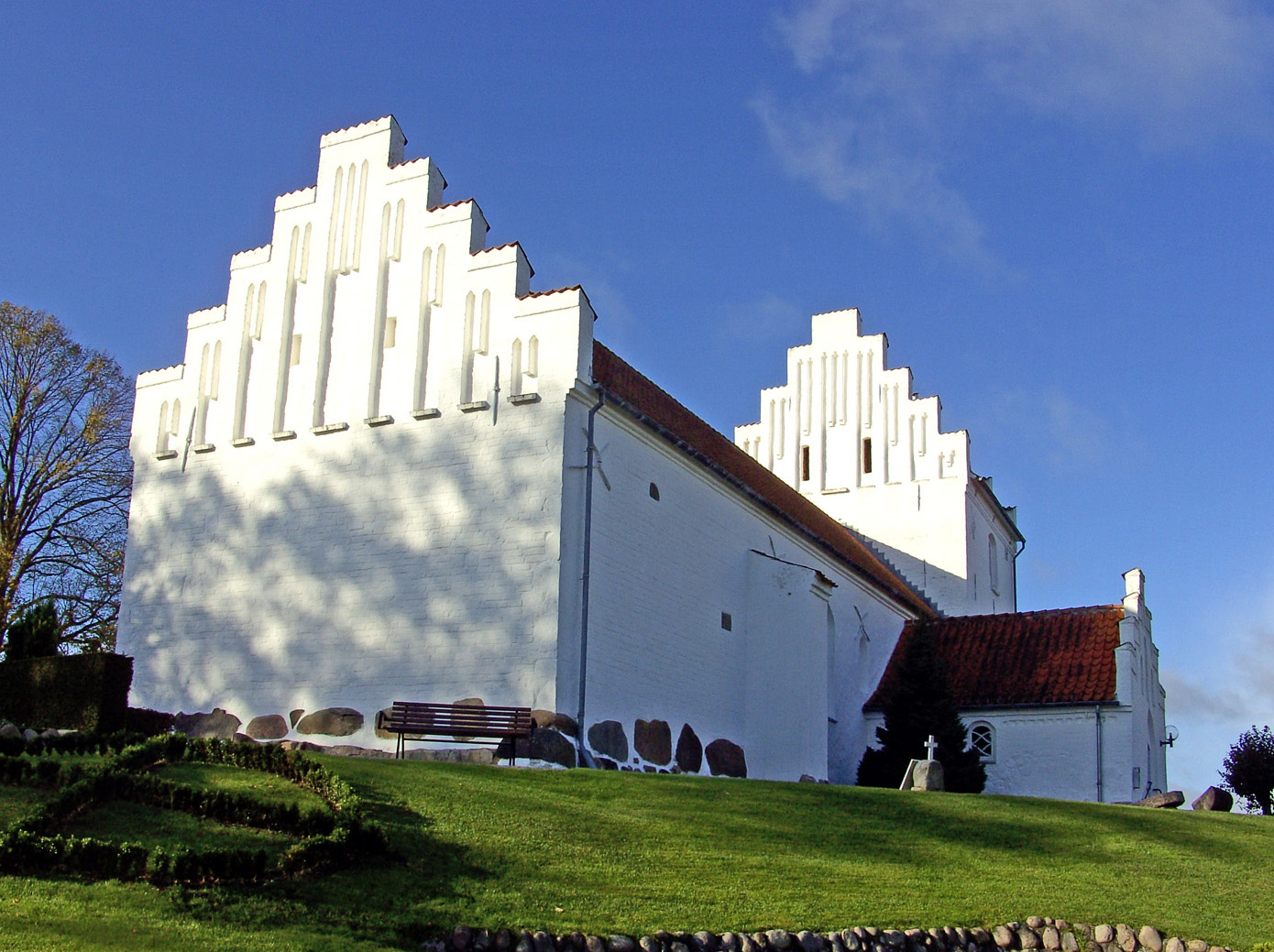
Die Kirche von Nordosten

Die romanische Kirche Hvalsø Kirke ist eine evangelisch-lutherische Kirche in Kirke Hvalsø im Kirchspiel Kirke Hvalsø in Dänemark.

## Standort

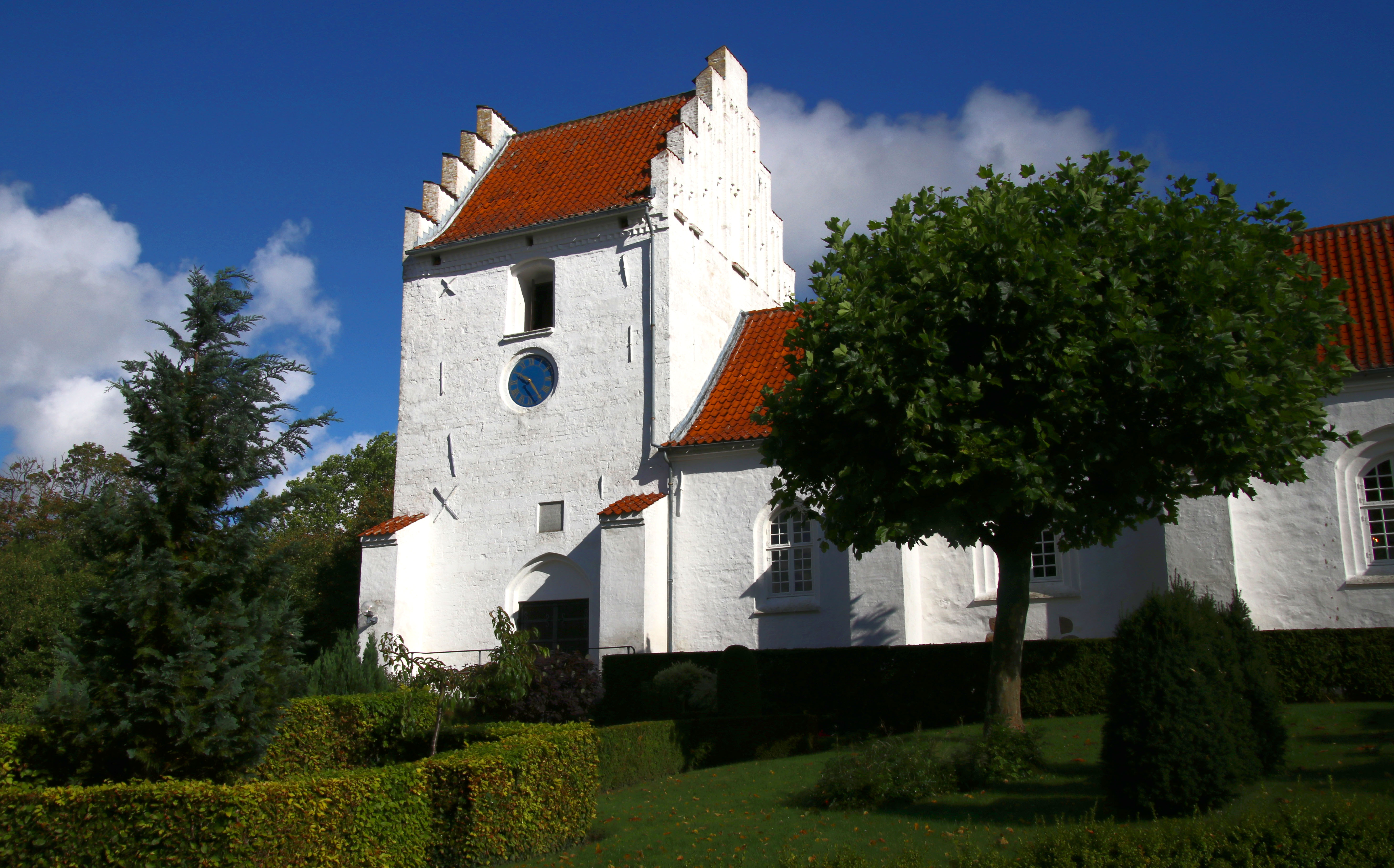
Die Kirche im Kirchhof von Südosten

Die Kirche liegt auf einem kleinen Hügel am südwestlichen Dorfrand inmitten des terrassierten und von Mauern umgebenen Friedhofs. Auf ihm steht noch der westliche Teil der spätmittelalterlichen Südmauer aus Klostersteinen. In der Mauer befindet sich außerdem ein mittelalterliches Portal mit Tor und Tür.

## Bau und Geschichte
Der Ursprung der Kirche liegt in der Zeit um 1150. Aus dieser Zeit hat sich das ursprünglich mit einer flachen Balkendecke gedeckte romanische Langhaus erhalten. Die Ausrichtung der Kirche hat eine leichte Südabweichung.
In den folgenden Jahrhunderten erfuhr das Gebäude etliche Erweiterungen. Im 14. Jahrhundert wurde im Osten ein gotischer Chor erbaut, der genauso breit ist wie das Kirchenschiff, und etwa gleichzeitig die Gewölbe eingezogen. Hundert Jahre später wurde das Kirchenschiff um 4,6 m nach Westen verlängert. Der Turm wurde erst im 17. Jahrhundert angebaut. 1939 wurde die ehemalige Westwand des Langhauses zum Turmraum durchbrochen und auch der Turmraum überwölbt, um so den Kirchenraum zu vergrößern.
Mit dem Bau des ebenfalls gotischen Waffenhauses verbindet sich eine Legende: Im Gegensatz zu den meisten anderen Kirchen befindet es sich im Norden des Kirchenschiffs. Angeblich habe es ursprünglich einen Eingang an der Südseite gegeben. Die Sage erzählt jedoch, dass sich ein großer Lindwurm vor die Kirchentür gelegt hatte, weshalb man den Eingang zur Kirche auf die Nordseite verlegen musste. Da der Bevölkerung dieses Ungetüm vor dem Kirchhof so lästig war, wurde ein Stierkalb gemästet, das den Lindwurm vertrieb. Das zugemauerte Südportal im Kirchenschiff ist von außen zu erkennen. In die Kirche führt der alte Eingang durch das Waffenhaus im Norden und das romanische Portal mit spätgotischer Tür und ein neuerer, barrierefreier Eingang von der Südseite des Turmraumes.

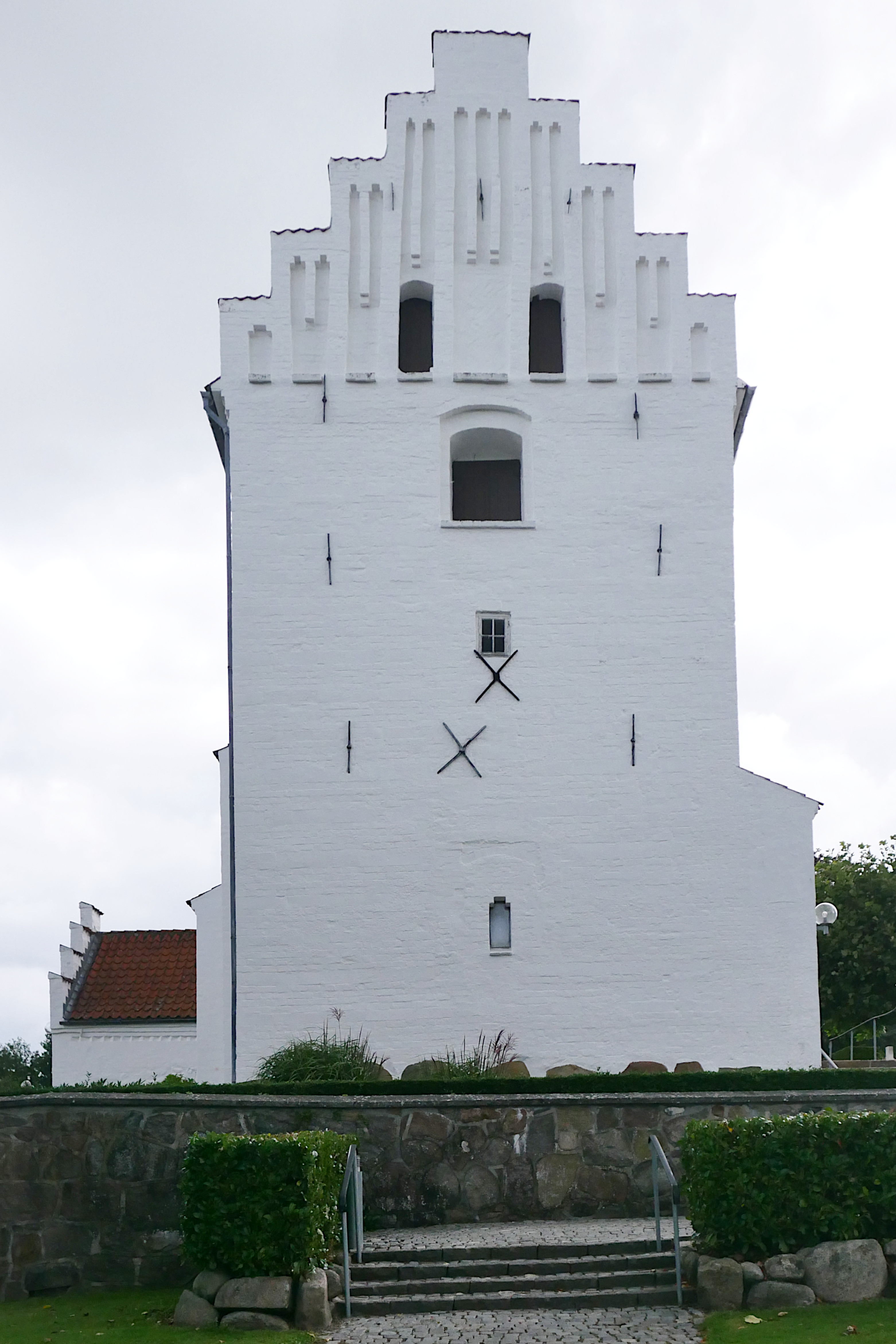
Turm
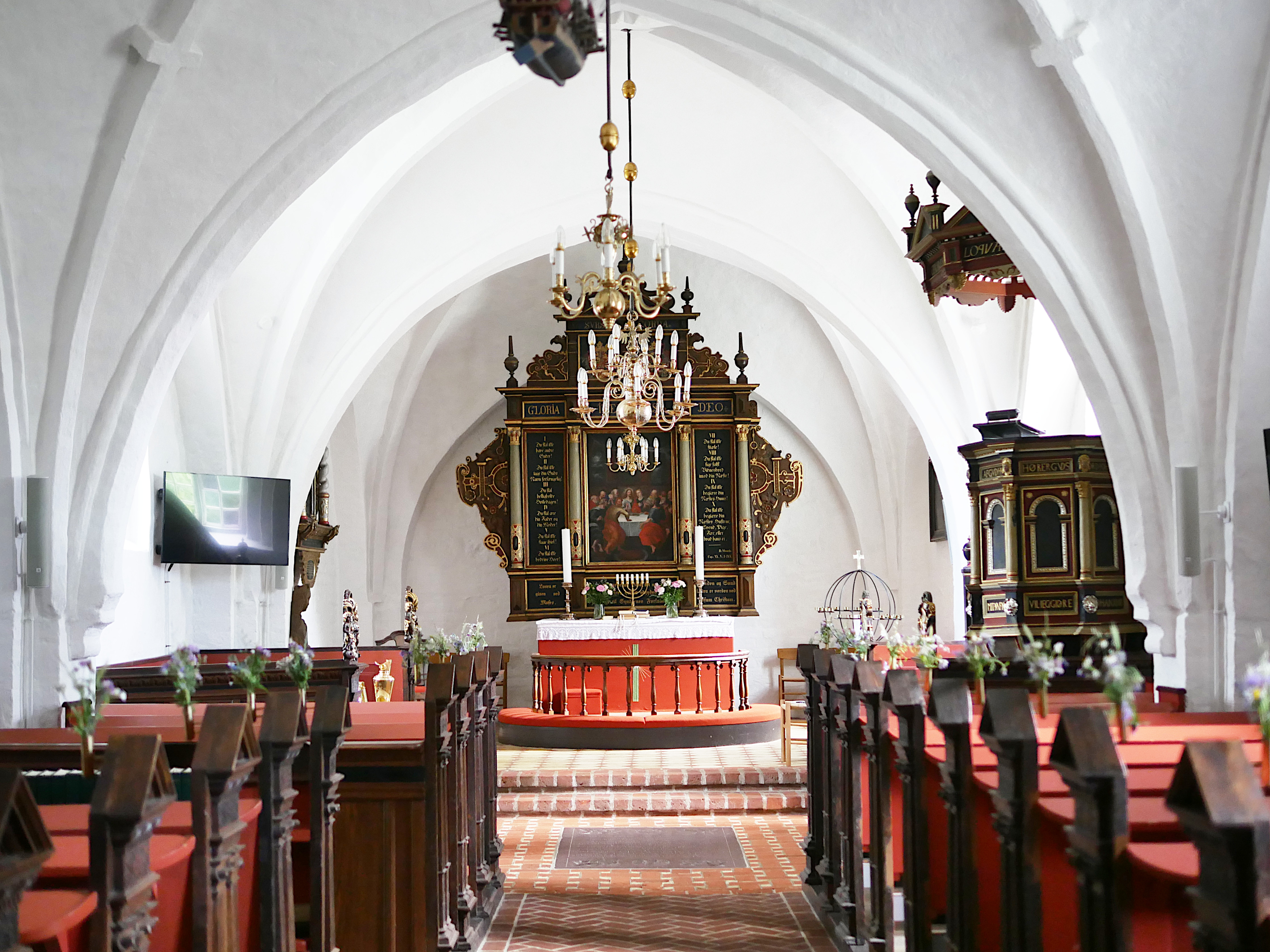
Innenraum
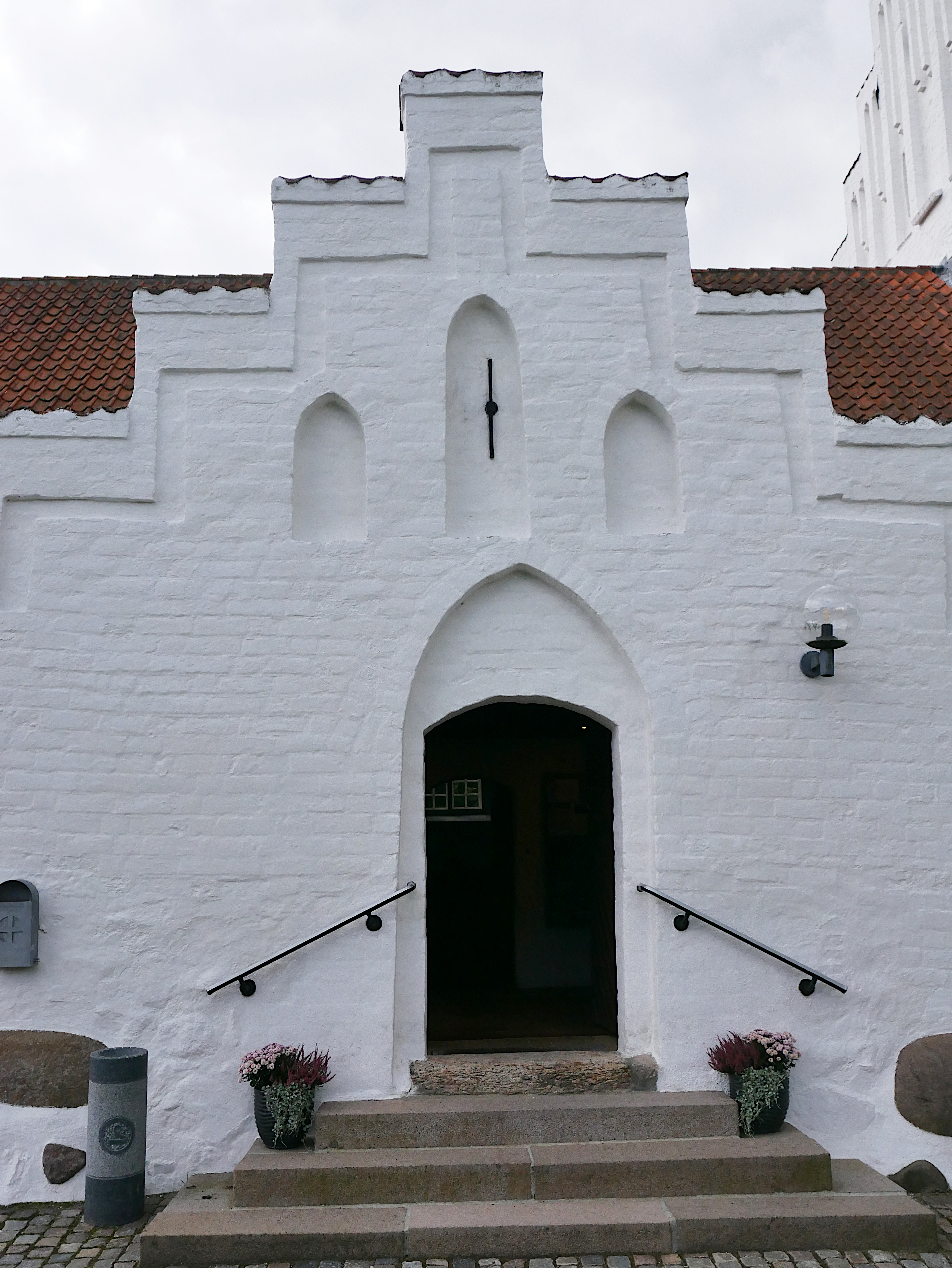
Waffenhaus im Norden

## Ausstattung
Das spätgotische, flach gewölbt Türblatt der Kirchentür besteht aus vier vertikalen Bohlen, auf deren Vorderseite acht horizontale Bretter genagelt sind. Die jeweils 8 Nägel, mit denen die Bretter befestigt sind, besitzen Rosenköpfe. Die vierseitigen Beschläge des Türrings sind mit gotischem Blattwerk durchbrochen.
Der romanische Taufstein aus Granit ist eine Variation des Roskilde-Typs. Das Taufbecken aus Messing stammt aus dem 17. Jahrhundert.
Der heutige, freistehende Zelebrationsaltar aus Klostersteinen wurde 1939 errichtet und verdeckt den alten Altartisch. Dessen Antemensale, ein spätgotisches Gemälde von etwa 1520, das die Anbetung des Jesuskindes durch die Heiligen Drei Könige zeigt, hängt seit der Renovierung 1939 an der Nordwand des Kirchenschiffs neben der Orgel. Zwei symbolische Bilder von Tugenden, die vermutlich die biblische Szene rahmten, befinden sich jetzt rechts und links von dem Ehrenmal für die Gefallenen der Kriege von 1849 und 1864.
Der renaissancezeitliche Altaraufsatz von etwa 1600 steht auf dem alten Altartisch direkt an der Ostwand. Im Hauptfeld befindet sich ein Gemälde des letzten Abendmahls auf Leinwand, eine verkleinerte Kopie des Altarbildes der St.-Bendts-Kirche in Ringsted. Links und rechts von diesem finden sich getrennt durch ionische Säulen Schrifttafeln mit den Zehn Geboten in Frakturschrift. An den Außenseiten sind Flügel mit Renaissanceornamenten, insbesondere mit Früchten angebracht. Über dem Mittelteil befindet sich ein Fries mit dem Text Gloria in excelsis Deo. Die Felder des oberen Teils sind mit den Wappen von König Christian IV. und seiner Frau Anna Katharina von Brandenburg geschmückt. Die lateinische Inschrift über den Wappen lautet sursum corda – „erhebet die Herzen“. Die Flügel neben diesen sind von Adlerköpfen bekrönt und oben in einem Giebel steht der hebräische Name Gottes im Strahlenkranz. Die Beschriftung und Fassung stammen von der Umgestaltung des Retabels 1702, bei der vermutlich auch das jetzige Altarbild gestiftet wurde.
Die Kanzel an der Südwand der Kirche wurde 1606 im Stil der Renaissance hergestellt. Die Textbänder über und unter den Feldern enthalten Verse aus dem Johannesevangelium in dänischer Sprache.
Das Schiffsmodell von 1722 ist ein Dreimast-Volltakler mit zwei Geschützdecks in den ursprünglichen Farben: Rot, Blau und Gold. In der alten Kette, an der das Schiff aufgehängt ist, sitzt eine geschnitzte Taube. Der Überlieferung nach wurde das Schiff von einem Gemeindemitglied gestiftet, der in Seenot geriet.
In der Kirche hängen mehrere Epitaphien. Das schönste und auffälligste ist das von Peder Laurssøn Wolleire und seiner Gattin Ellen Thagisdatter Gjerløf. Wolleire, 37 Jahre lang Pastor in Hvalsø und 28 Jahre zudem Propst der Volborg Harde, starb am 20. April 1659 im Alter von 62 Jahren. Seine zehn Jahre jüngere Frau, mit der er 35 Jahre verheiratet gewesen war, war wenige Wochen vor ihm verstorben. Das im Stil des Knorpelbarocks geschnitzte Epitaph wurde wahrscheinlich in der Werkstatt von Caspar Lubbeke hergestellt. Das Tafelbild im Zentrum zeigt die gesamte Familie in Gebetshaltung, links den Propst mit seinen acht Söhnen, darunter ein kleiner Junge, und rechts seine Frau mit zwei Töchtern, zwischen ihnen ein wohl als  Säugling verstorbenes zehntes Kind. Das Hauptfeld wird von gedrehten Säulen flankiert, deren Kapitelle erneuert sind und knorpelige Flügel haben, die in weibliche Torsi auslaufen. Der Aufsatz wird ebenfalls von gedrehten Säulen flankiert und hat einfache Flügel mit Adlerköpfen und Türmen. Er wird von einem Engel mit einem Kreuz gekrönt, und auf dem Gesims sind Engel mit Totenköpfen und Sanduhren zu sehen. In der Mitte befindet sich ein neueres Gemälde, das den auferstandenen Christus zeigt.
Die Orgel wurde 1887 angeschafft. Sie steht im Turmraum.

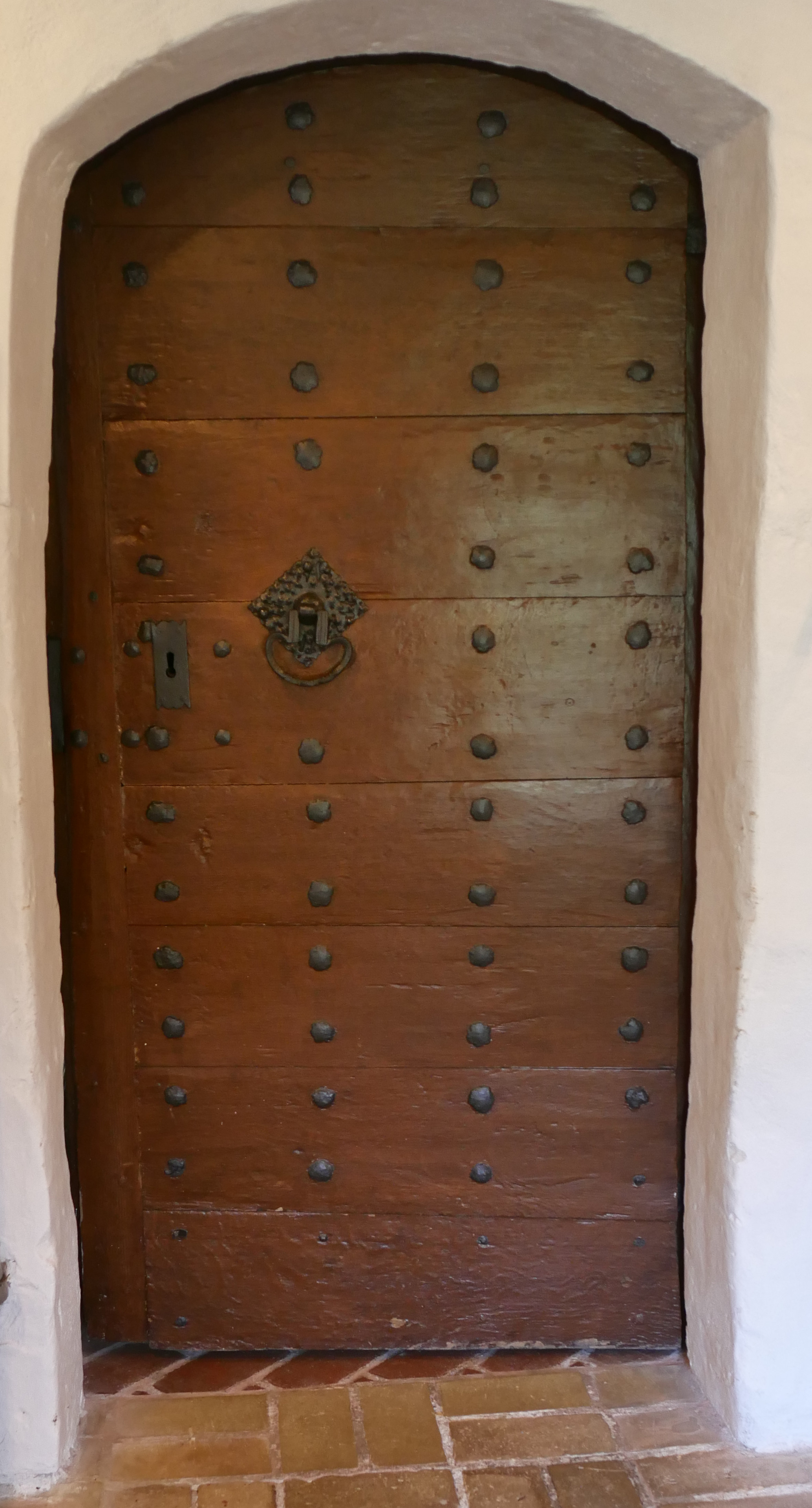
Kirchentüre von innen
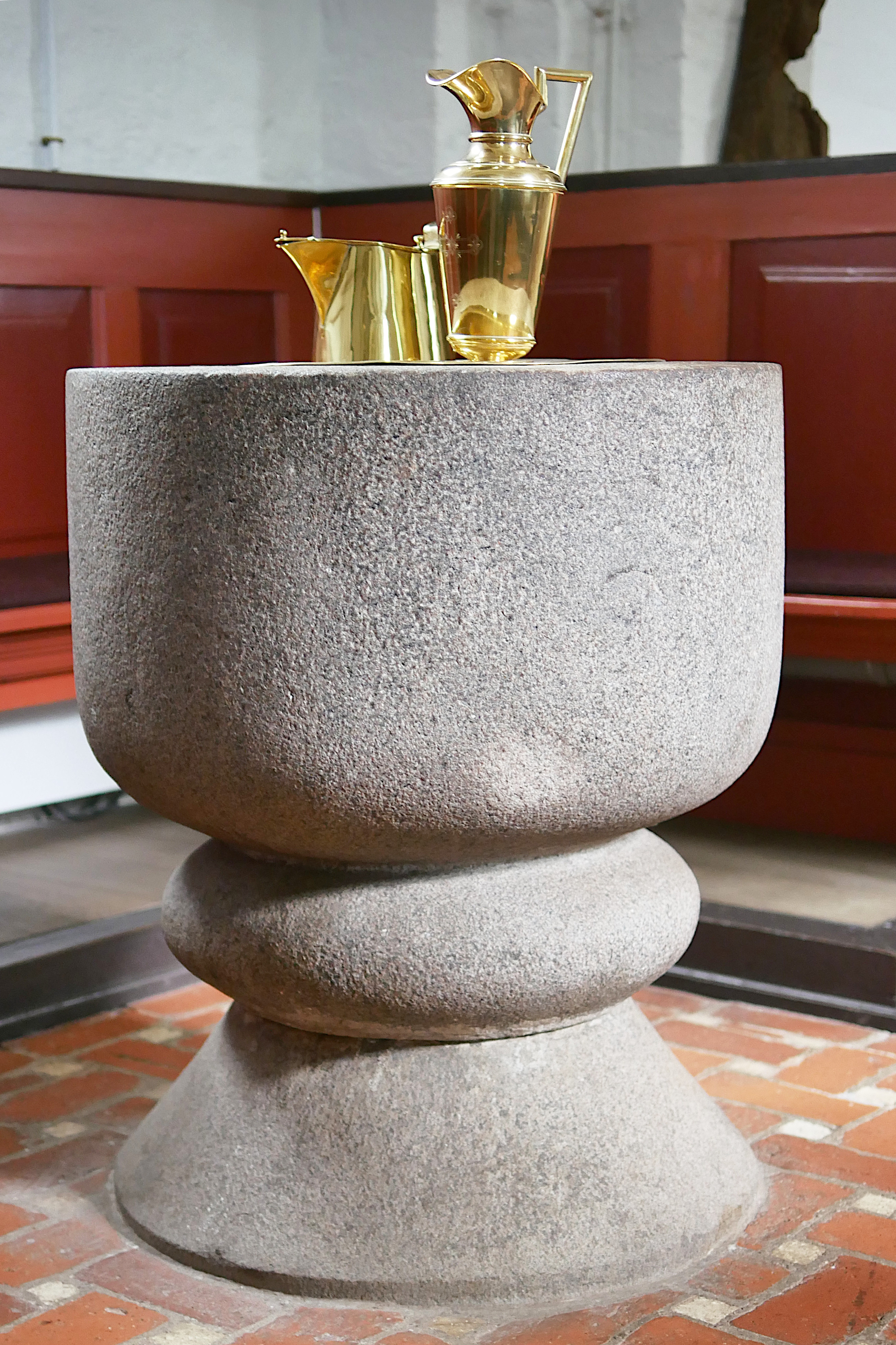
Taufstein
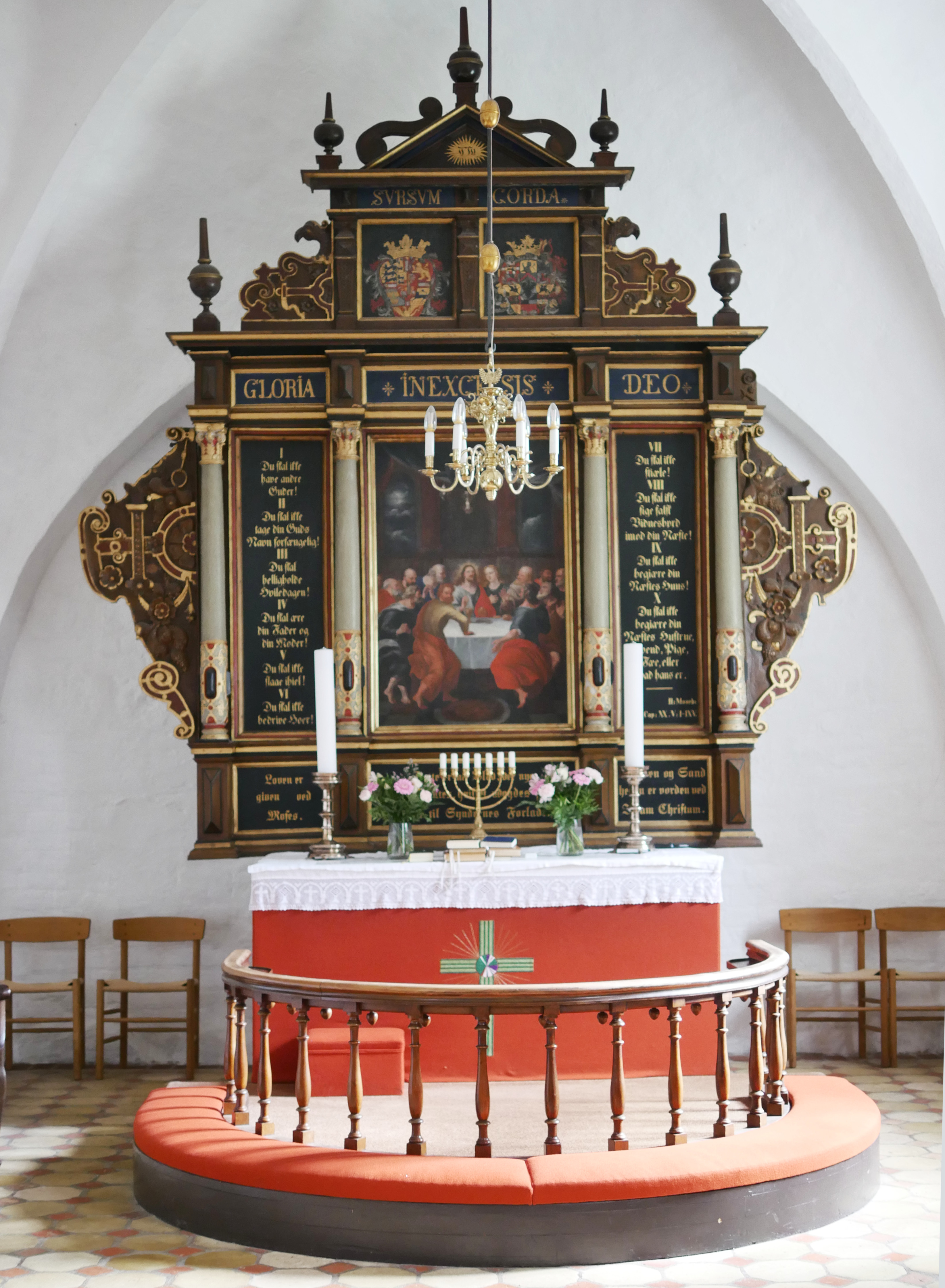
Altar
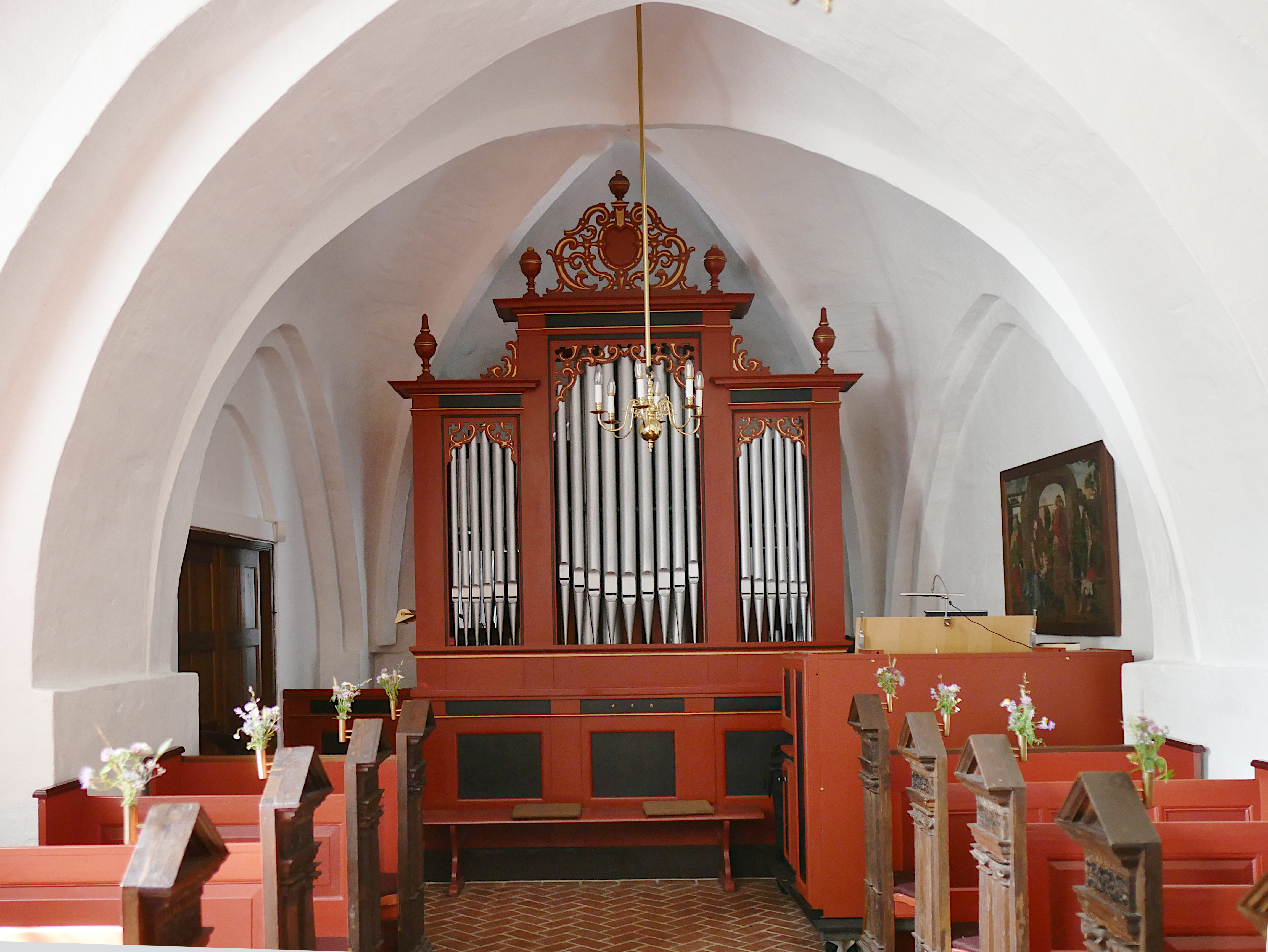
Orgel
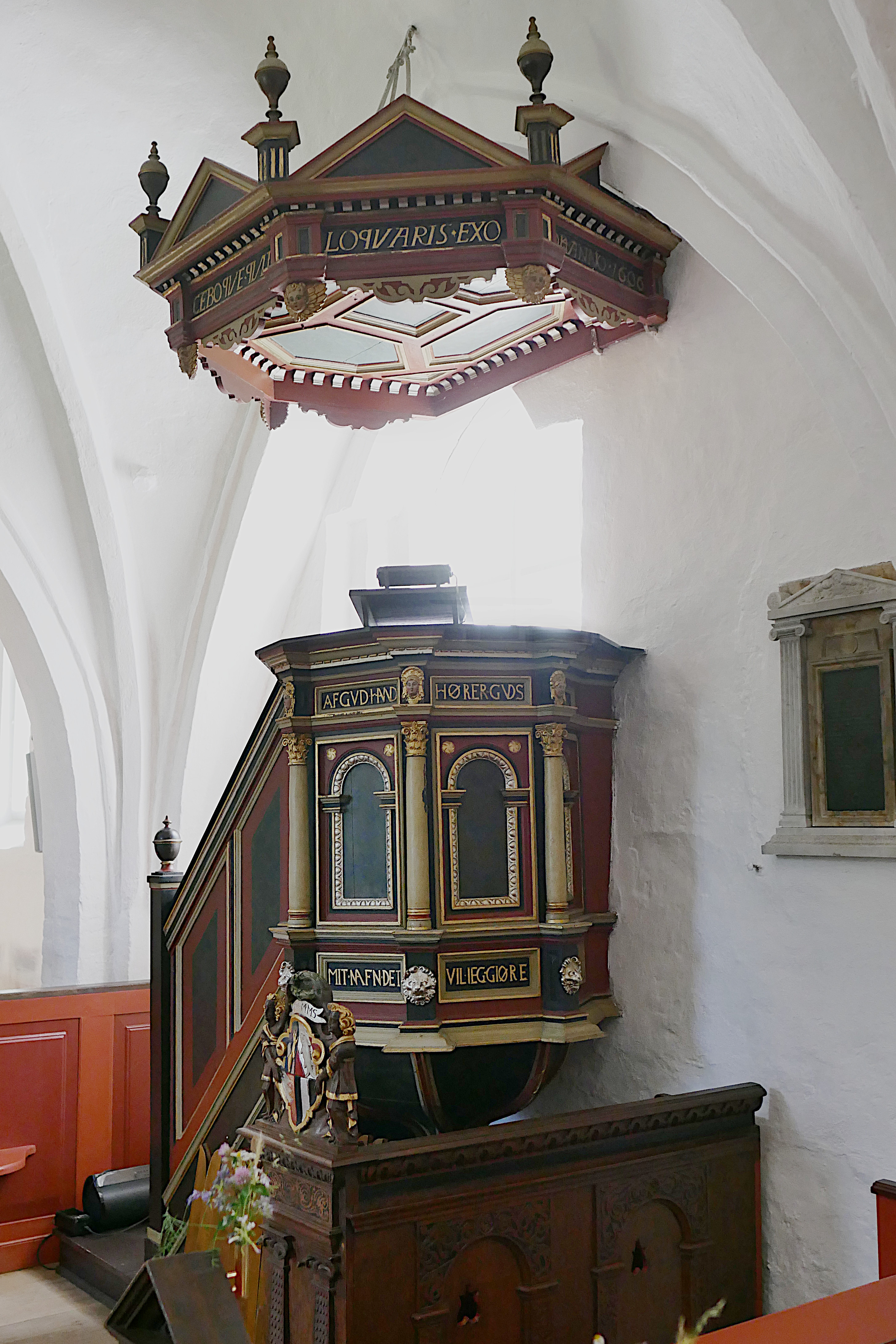
Kanzel
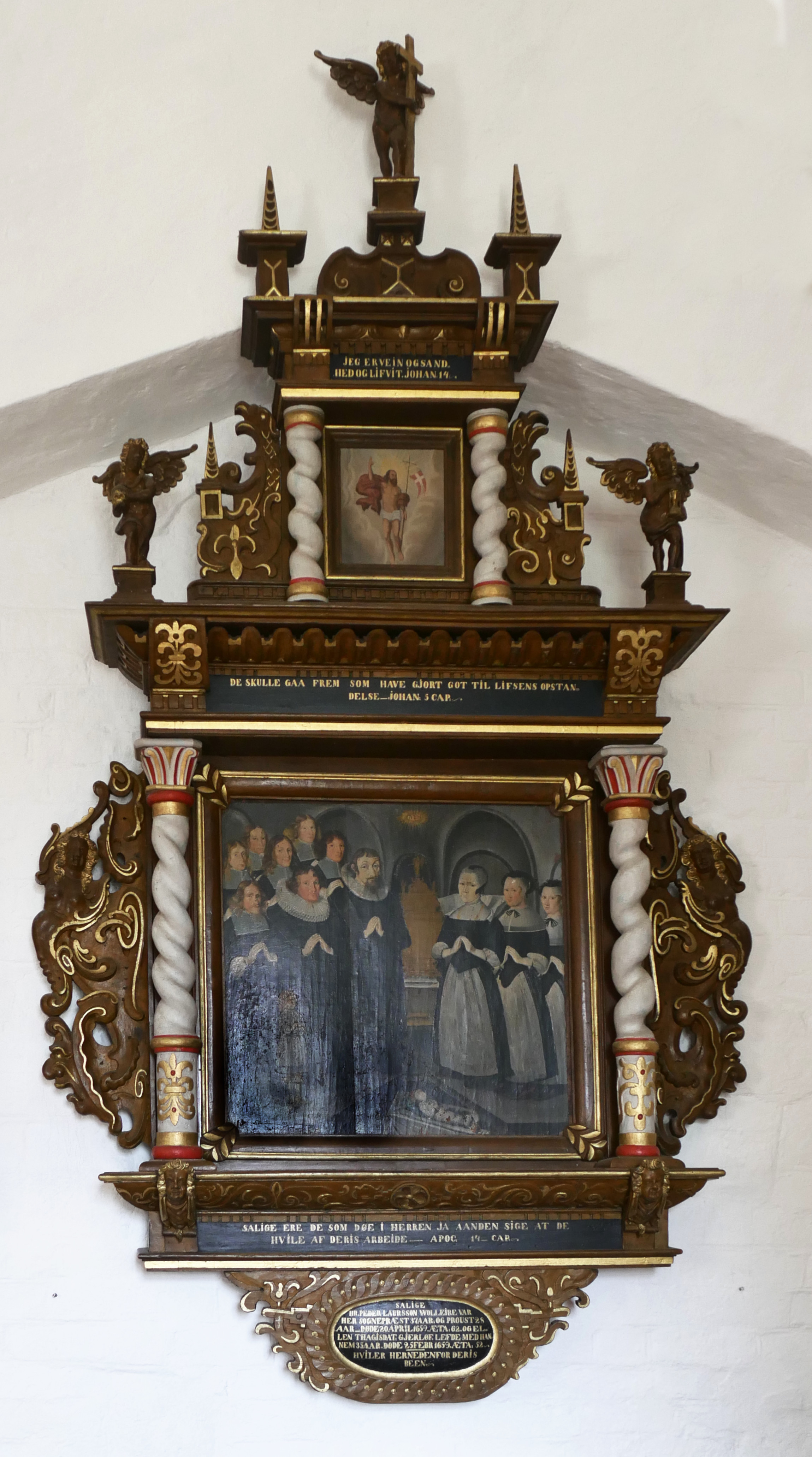
Epitaph
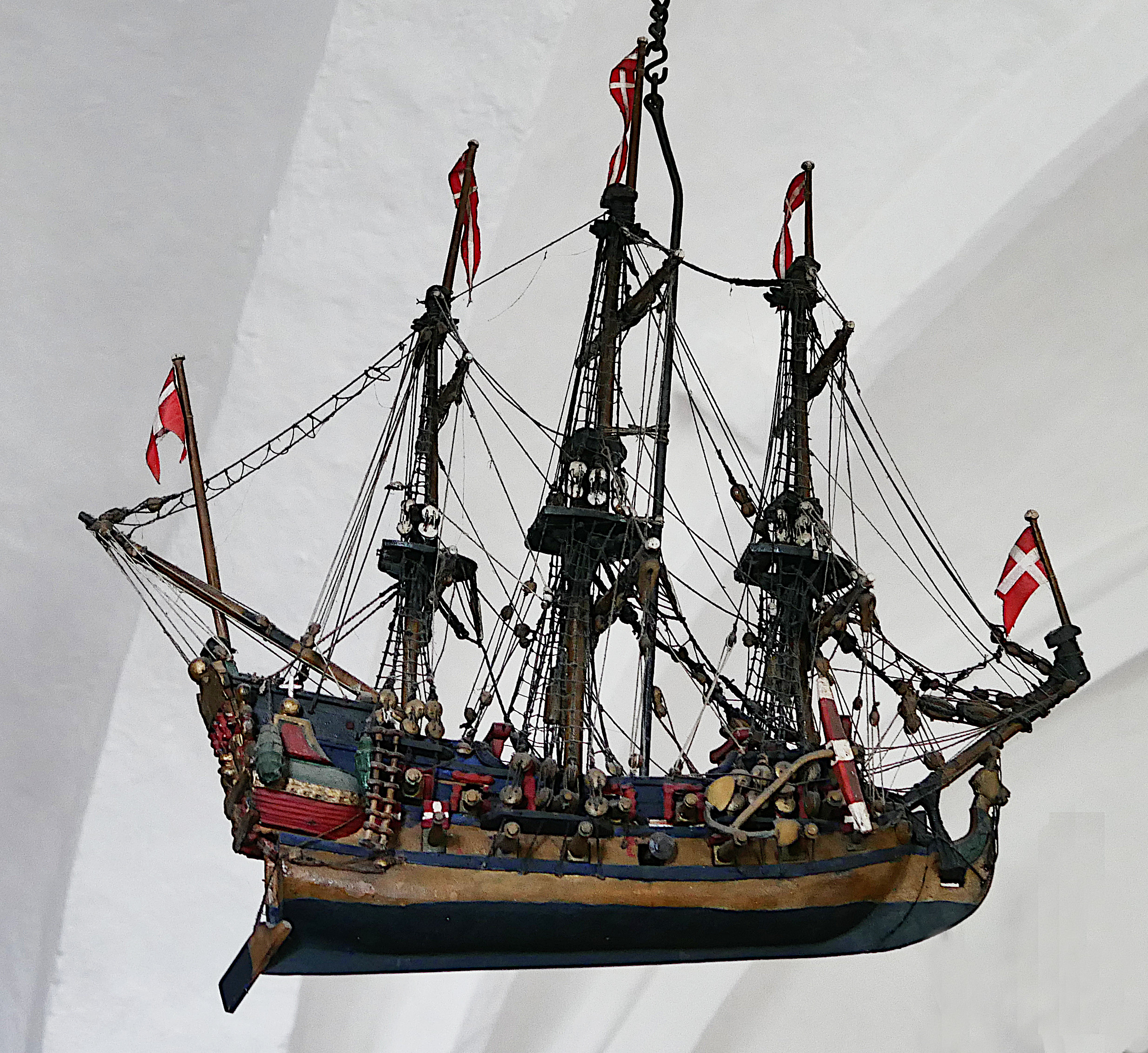
Schiffsmodell
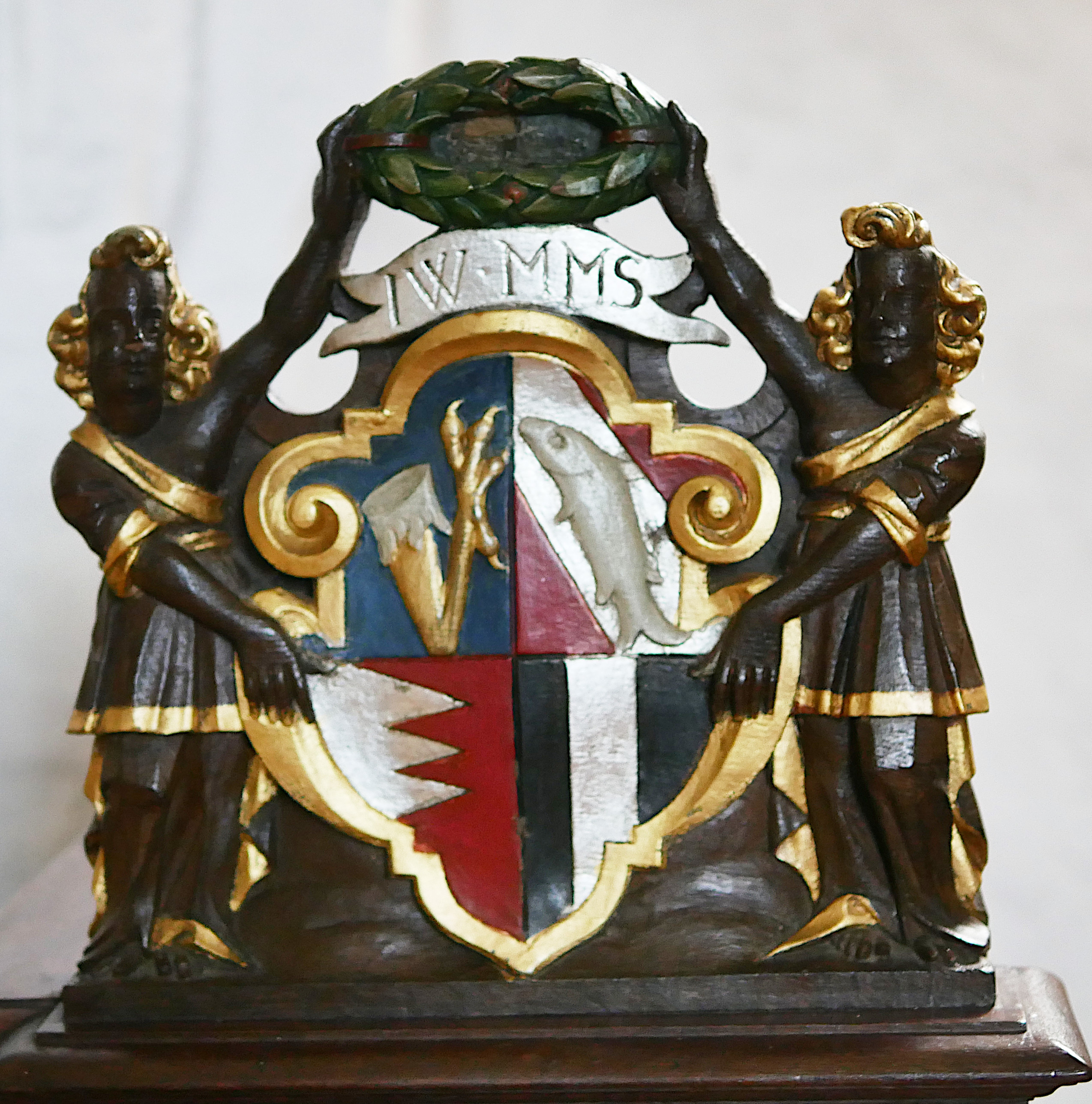
Gestühl – Wangen
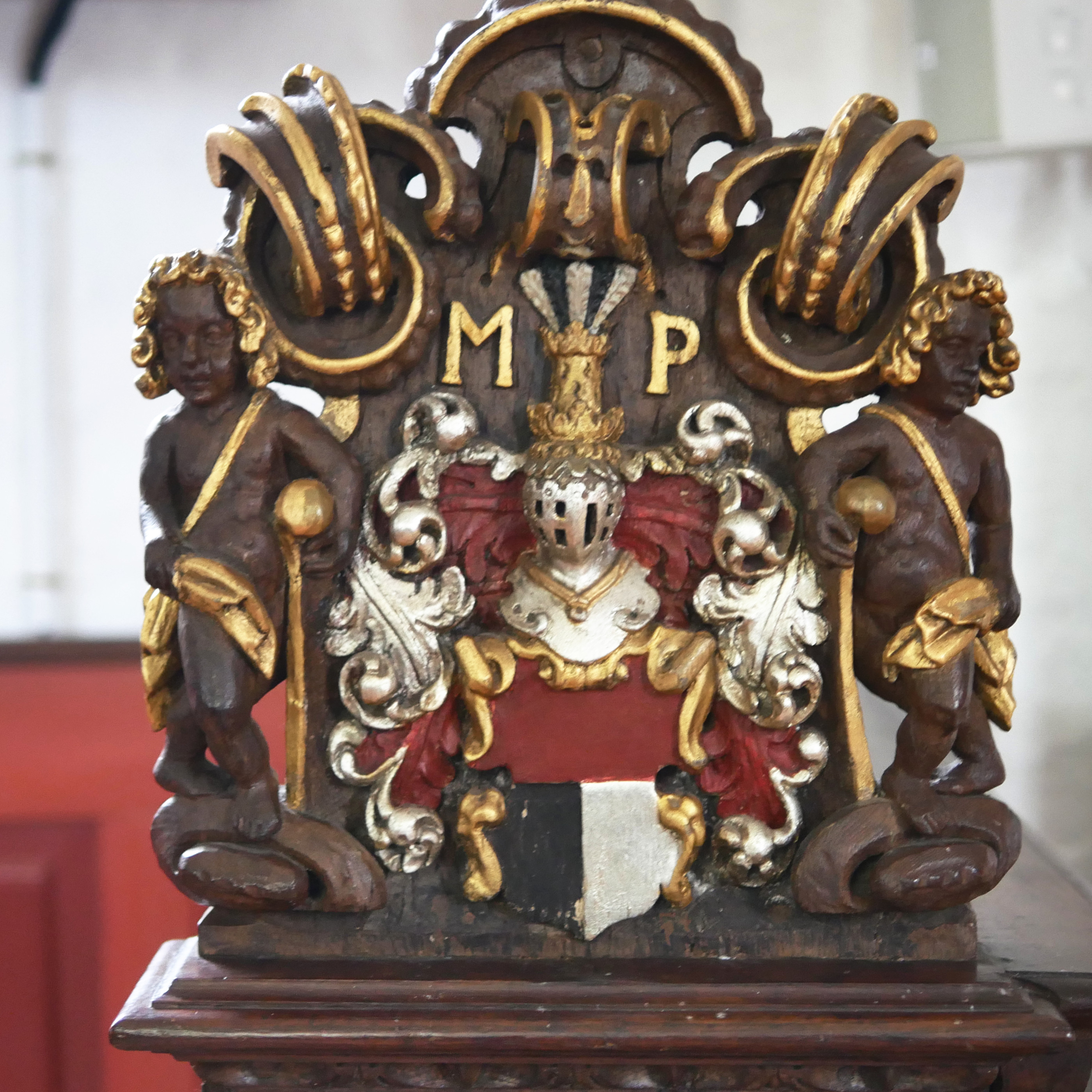
Gestühl – Wangen

## Glocken
Im Turm befinden sich zwei Glocken, von denen die ältere von 1624 stammt. Die zweite, kleinere und jüngere Glocke soll 1848 einen Sprung davongetragen haben, als sie zur Mobilmachung im Treårskrig aufrief. Nach notdürftiger Reparatur tat sie noch fast hundert Jahre Dienst, bis sie 1947 dem mehrstündigen Trauergeläut für König Christian X. nicht mehr standhielt. Anschließend wurden Glocke und Glockenstuhl wieder instand gesetzt und beide Glocken erhielten eine neue Aufhängung.
1803 wurde die im 18. Jahrhundert hergestellte Turmuhr der Kirche installiert, die zuvor im Herrenhaus Tølløsegaard hing. 1994 wurde ein automatisches Glockengeläut installiert.

## Gemeinde
Die Hvalsø Kirke bildet zusammen mit der noch etwas älteren Kirche des Særløse Sogn eine Kirchengemeinde mit einer gemeinsamen Pastorin. Die Kirchen gehören zur Lejre Provsti.